# Рогові Смолярі
Рогові́ Смолярі — село в Україні, у Рівненській сільській громаді Ковельського району Волинської області.
Населення становить 214 осіб..

## Історія
У 1906 році Смоляри Рогові, село Гущанської волості Володимир-Волинського повіту Волинської губернії. Відстань від повітового міста 90  версти, від волості 15. Дворів 158, мешканців 991.
До 18 липня 2017 року село належало до Столинсько-Смолярської сільської ради.
19 вересня 2024 року Верховна Рада підтримала перейменування села Рогові Смоляри на Рогові Смолярі. 26 вересня 2024 року перейменування набуло чинності.

## Населення
Згідно з переписом УРСР 1989 року чисельність наявного населення села становила 226 осіб, з яких 104 чоловіки та 122 жінки.
За переписом населення України 2001 року в селі мешкало 214 осіб. 100 % населення вказало своєю рідною мовою українську мову.